# Финал Кубка Стэнли 2021
Финал Кубка Стэнли 2021 — решающая серия розыгрыша плей-офф Кубка Стэнли в сезоне Национальной хоккейной лиги 2020/2021 годов.
Первым финалистом стал «Монреаль Канадиенс», для которого этот финал является 35-м в истории и 1-м с 1993 года, а также 1-м для канадских клубов с 2011 года. Соперником «Монреаля» по финалу стал прошлогодний чемпион «Тампа-Бэй Лайтнинг».
Финальная серия стартовала 28 июня 2021 года и завершилась победой «Тампы» в пяти матчах. Обладателем «Конн Смайт Трофи» стал вратарь «Лайтнинг» Андрей Василевский. «Тампа-Бэй Лайтнинг» стал вторым после «Питтсбург Пингвинз» (2016, 2017) клубом НХЛ в эпоху потолка зарплат, который смог завоевать Кубок Стэнли два года подряд.

## Формат финала
Финальная серия состоит максимум из семи игр и ведётся до четырёх побед, в формате Д-Д-Г-Г-Д-Г-Д. В случае ничейного результата по итогам основного времени матча назначается 20-минутный овертайм в формате «пять на пять» до первой заброшенной шайбы. Количество овертаймов неограниченно.

## История встреч в плей-офф
Эта встреча является четвёртой в плей-офф в истории команд. Впервые «Тампа-Бэй Лайтнинг» и «Монреаль Канадиенс» встретились в полуфинале Восточной конференции 2004 года, где «Тампа» «всухую» обыграла «Монреаль», а впоследствии завоевала свой первый Кубок Стэнли. Следующая встреча произошла в первом раунде 2014 года, где уже «Монреаль» оказался сильнее в четырёх матчах. «Канадиенс» в том плей-офф дошли до финала Восточной конференции, в котором уступили «Нью-Йорк Рейнджерс». На следующий год команды встретились в третий раз во втором раунде, где «Лайтнинг» выиграли серию со счётом 4-2. В итоге «Тампа» дошла до финала, но уступила титул «Чикаго Блэкхокс».

## Путь к финалу

### «Тампа-Бэй Лайтнинг»
По итогам регулярного чемпионата «Тампа» набрала 75 очков и заняла 3-е место в Центральном дивизионе.
В первом раунде «Лайтнинг» обыграли в шести матчах «Флориду Пантерз», во втором раунде со счётом 4-1 «Каролину Харрикейнз», а в полуфинале Кубка Стэнли в семи матчах одолели «Нью-Йорк Айлендерс».
«Тампа-Бэй Лайтнинг» в четвёртый раз участвует в финале и имеет на своём счету два Кубка Стэнли, последний из которых был завоёван в прошлом году.
| М | Команда                 | И  | В  | ВО | ВОО | П  | ПО | ШЗ  | ШП  | РШ  | %    | Очки |
| - | ----------------------- | -- | -- | -- | --- | -- | -- | --- | --- | --- | ---- | ---- |
| 1 | y — Каролина Харрикейнз | 56 | 36 | 27 | 32  | 12 | 8  | 179 | 136 | 43  | .714 | 80   |
| 2 | Флорида Пантерз         | 56 | 37 | 26 | 36  | 14 | 5  | 189 | 153 | 36  | .705 | 79   |
| 3 | Тампа-Бэй Лайтнинг      | 56 | 36 | 29 | 35  | 17 | 3  | 181 | 147 | 34  | .670 | 75   |
| 4 | Нэшвилл Предаторз       | 56 | 31 | 21 | 26  | 23 | 2  | 156 | 154 | 2   | .571 | 64   |
|   |                         |    |    |    |     |    |    |     |     |     |      |      |
| 5 | Даллас Старз            | 56 | 23 | 17 | 21  | 19 | 14 | 158 | 154 | 4   | .536 | 60   |
| 6 | Чикаго Блэкхокс         | 56 | 24 | 15 | 22  | 25 | 7  | 161 | 186 | -25 | .491 | 55   |
| 7 | Детройт Ред Уингз       | 56 | 19 | 16 | 17  | 27 | 10 | 127 | 171 | -44 | .429 | 48   |
| 8 | Коламбус Блю Джекетс    | 56 | 18 | 12 | 15  | 26 | 12 | 137 | 187 | -50 | .429 | 48   |

### «Монреаль Канадиенс»
По итогам регулярного чемпионата «Монреаль» набрал 59 очков и занял 4-е место в Северном дивизионе.
В первом раунде плей-офф «Монреаль» в семи матчах обыграл «Торонто Мейпл Лифс» уступая по ходу серии со счётом 1-3. Во втором раунде «всухую» был обыгран «Виннипег Джетс», а в полуфинале Кубка Стэнли «Вегас Голден Найтс» в шести матчах.
Для «Канадиенс» этот финал является 35-м в истории. На своём счету «Хабс» имеют 24 Кубка Стэнли, последний из которых был выигран в 1993 году.
| М | Команда                | И  | В  | ВО | ВОО | П  | ПО | ШЗ  | ШП  | РШ  | %    | Очки |
| - | ---------------------- | -- | -- | -- | --- | -- | -- | --- | --- | --- | ---- | ---- |
| 1 | y — Торонто Мейпл Лифс | 56 | 35 | 29 | 34  | 14 | 7  | 187 | 148 | 39  | .688 | 77   |
| 2 | Эдмонтон Ойлерз        | 56 | 35 | 31 | 35  | 19 | 2  | 183 | 154 | 29  | .643 | 72   |
| 3 | Виннипег Джетс         | 56 | 30 | 24 | 30  | 23 | 3  | 170 | 154 | 16  | .563 | 63   |
| 4 | Монреаль Канадиенс     | 56 | 24 | 20 | 23  | 21 | 11 | 159 | 168 | -9  | .527 | 59   |
|   |                        |    |    |    |     |    |    |     |     |     |      |      |
| 5 | Калгари Флэймз         | 56 | 26 | 22 | 25  | 27 | 3  | 156 | 161 | -5  | .491 | 55   |
| 6 | Оттава Сенаторз        | 56 | 23 | 18 | 21  | 28 | 5  | 157 | 190 | -33 | .455 | 51   |
| 7 | Ванкувер Кэнакс        | 56 | 23 | 17 | 20  | 29 | 4  | 151 | 188 | -37 | .446 | 50   |

### Плей-офф
| Стадия                 | Соперник | Соперник              | Общий счёт | Результаты игр                         |
| ---------------------- | -------- | --------------------- | ---------- | -------------------------------------- |
| 1-й раунд              | Ц2       | «Флорида Пантерз»     | 4 − 2      | 5:4, 3:1, 5:6 (ОТ), 6:2, 1:4, 4:0      |
| 2-й раунд              | Ц1       | «Каролина Харрикейнз» | 4 − 1      | 2:1, 2:1, 2:3 (ОТ), 6:4, 2:0           |
| полуфинал Кубка Стэнли | 3        | «Нью-Йорк Айлендерс»  | 4 − 3      | 1:2, 4:2, 2:1, 2:3, 8:0, 2:3 (ОТ), 1:0 |

| Стадия                 | Соперник | Соперник             | Общий счёт | Результаты игр                              |
| ---------------------- | -------- | -------------------- | ---------- | ------------------------------------------- |
| 1-й раунд              | С1       | «Торонто Мейпл Лифс» | 4 − 3      | 2:1, 1:5, 1:2, 0:4 4:3 (ОТ), 3:2 (ОТ), 3:1  |
| 2-й раунд              | С3       | «Виннипег Джетс»     | 4 − 0      | 5:3, 1:0, 5:1, 3:2 (ОТ)                     |
| полуфинал Кубка Стэнли | 1        | «Вегас Голден Найтс» | 4 − 2      | 1:4, 3:2, 3:2 (ОТ), 1:2 (ОТ), 4:1, 3:2 (ОТ) |

## Арены
| Тампа               | Амали-арена Белл-центрАрены финала Кубка Стэнли 2021 | Монреаль            |
| Амали-арена         | Амали-арена Белл-центрАрены финала Кубка Стэнли 2021 | Белл-центр          |
| Вместимость: 19 092 | Амали-арена Белл-центрАрены финала Кубка Стэнли 2021 | Вместимость: 21 302 |
|                     | Амали-арена Белл-центрАрены финала Кубка Стэнли 2021 |                     |

Домашний стадион «Тампы-Бэй Лайтнинг» «Амали-арена» дважды принимал матчи финала Кубка Стэнли, в 2004 и 2015 годах. В 2020 году из-за пандемии коронавируса все матчи финала проходили на нейтральной площадке в Эдмонтоне. На хоккейных матчах арена способна принять более 19 000 зрителей.
На «Белл-центре» ранее никогда не проходили матчи финальной серии. Домашняя арена «Монреаль Канадиенс» является одной из самых вместительных в НХЛ и может принять более 21 000 зрителей, однако из-за ковид-ограничений на матчах плей-офф 2021 на арене одновременно может находиться не более 3500 болельщиков. Свой последний финал в 1993 году «Монреаль» проводил на льду «Форума».

## Ход серии
Североамериканское восточное время (UTC-4).

### Матч № 1
| 28 июня 20:00 | Тампа-Бэй Лайтнинг | 5 : 1 (1:0, 1:1, 3:0) | Монреаль Канадиенс | Амали-арена Зрителей: 15 911 |

| Отчёт | Отчёт                               | Отчёт                                       | Отчёт      | Отчёт                                                                       |
| --- | ----------------------------------- | ------------------------------------------- | ---------- | --------------------------------------------------------------------------- |
| |                                     |                                             |            |                                                                             |
| | Андрей Василевский                  | Вратари                                     | Кэри Прайс | Судьи: Дэн О’Рурк Франсис Шаррон Линейные судьи: Мишель Кормье Кил Марчисон |
| | Голы:                               |                                             |            | Судьи: Дэн О’Рурк Франсис Шаррон Линейные судьи: Мишель Кормье Кил Марчисон |
| Эрик Чернак — 06:19 (О. Палат, Б. Пойнт) Янни Гурд — 25:47 (Б. Коулман, Б. Гудроу) Никита Кучеров — 42:00 (М. Сергачёв) Никита Кучеров — 51:25 (Б. Пойнт) Стивен Стэмкос (бол.) — 58:50 (Н. Кучеров, Б. Пойнт) | 1 : 0 2 : 0 2 : 1 3 : 1 4 : 1 5 : 1 | 37:40 — Бен Шарот (Й. Котканиеми, Ш. Уэбер) |            | Судьи: Дэн О’Рурк Франсис Шаррон Линейные судьи: Мишель Кормье Кил Марчисон |
| |                                     |                                             |            | Судьи: Дэн О’Рурк Франсис Шаррон Линейные судьи: Мишель Кормье Кил Марчисон |
| |                                     |                                             |            | Судьи: Дэн О’Рурк Франсис Шаррон Линейные судьи: Мишель Кормье Кил Марчисон |
| |                                     |                                             |            | Судьи: Дэн О’Рурк Франсис Шаррон Линейные судьи: Мишель Кормье Кил Марчисон |
| 6 мин | Штраф                               | 8 мин                                       |            | Судьи: Дэн О’Рурк Франсис Шаррон Линейные судьи: Мишель Кормье Кил Марчисон |
| |                                     |                                             |            |                                                                             |
| | 27                                  | Броски                                      | 19         |                                                                             |

Нападающий «Монреаля» Йоэль Армиа не смог принять участия в матче согласно COVID-протоколу, а также исполняющий обязанности главного тренера «Канадиенс» Доминик Дюшарм продолжил отбывать 14-дневный карантин после выявления у него коронавируса 18 июня. Счёт в матче был открыт защитником «Лайтнинг» Эриком Чернаком в начале первого периода. Во втором периоде команды обменялись заброшенными шайбами, а в третьем хоккеисты «Тампы» забили три безответных гола и одержали уверенную победу со счётом 5:1.

### Матч № 2
| 30 июня 20:00 | Тампа-Бэй Лайтнинг | 3 : 1 (0:0, 2:1, 1:0) | Монреаль Канадиенс | Амали-арена Зрителей: 17 166 |

| Отчёт | Отчёт                   | Отчёт                     | Отчёт      | Отчёт                                                                           |
| --- | ----------------------- | ------------------------- | ---------- | ------------------------------------------------------------------------------- |
| |                         |                           |            |                                                                                 |
| | Андрей Василевский      | Вратари                   | Кэри Прайс | Судьи: Келли Сазерленд Эрик Фурлатт Линейные судьи: Джонни Мюррей Давид Брисбуа |
| | Голы:                   |                           |            | Судьи: Келли Сазерленд Эрик Фурлатт Линейные судьи: Джонни Мюррей Давид Брисбуа |
| Энтони Сирелли — 26:40 (Т. Джонсон, Я. Рутта) Блейк Коулман — 39:58 (Б. Гудроу, Р. Макдона) Ондржей Палат — 55:42 | 1 : 0 1 : 1 2 : 1 3 : 1 | 30:36 — Ник Сузуки (бол.) |            | Судьи: Келли Сазерленд Эрик Фурлатт Линейные судьи: Джонни Мюррей Давид Брисбуа |
| |                         |                           |            | Судьи: Келли Сазерленд Эрик Фурлатт Линейные судьи: Джонни Мюррей Давид Брисбуа |
| |                         |                           |            | Судьи: Келли Сазерленд Эрик Фурлатт Линейные судьи: Джонни Мюррей Давид Брисбуа |
| |                         |                           |            | Судьи: Келли Сазерленд Эрик Фурлатт Линейные судьи: Джонни Мюррей Давид Брисбуа |
| 20 мин | Штраф                   | 20 мин                    |            | Судьи: Келли Сазерленд Эрик Фурлатт Линейные судьи: Джонни Мюррей Давид Брисбуа |
| |                         |                           |            |                                                                                 |
| | 23                      | Броски                    | 43         |                                                                                 |

Перед матчем в состав «Монреаля» вернулся Йоэль Армиа вместо Джека Эванса, а у «Тампы» нападающий Матьё Жозеф заменил травмированного Алекса Киллорна. Счёт в матче был открыт во втором периоде, когда нападающий «Лайтнинг» Энтони Сирелли броском от синей линии поразил ворота Кэри Прайса. «Монреаль» отыгрался через 4 минуты забросив шайбу в большинстве, однако на последней секунде второго периода хозяева снова вышли вперёд. В третьем периоде Ондржей Палат упрочил преимущество своей команды и установил окончательный счёт — 3:1 в пользу «Тампы-Бэй Лайтнинг». Первой звездой матча стал вратарь «молний»
Андрей Василевский, который отразил 42 из 43 бросков.

### Матч № 3
| 2 июля 20:00 | Монреаль Канадиенс | 3 : 6 (1:2, 1:2, 1:2) | Тампа-Бэй Лайтнинг | Белл-центр Зрителей: 3500 |

| Отчёт | Отчёт                                                 | Отчёт | Отчёт              | Отчёт                                                                      |
| --- | ----------------------------------------------------- | --- | ------------------ | -------------------------------------------------------------------------- |
| |                                                       | |                    |                                                                            |
| | Кэри Прайс                                            | Вратари | Андрей Василевский | Судьи: Горд Дуайер Франсис Шаррон Линейные судьи: Скотт Черри Кил Марчисон |
| | Голы:                                                 | |                    | Судьи: Горд Дуайер Франсис Шаррон Линейные судьи: Скотт Черри Кил Марчисон |
| Филлип Дано — 11:16 (Ш. Уэбер) Ник Сузуки — 38:04 (Дж. Питри, К. Кофилд) Кори Перри — 55:58 (Б. Галлахер, Б. Шарот) | 0 : 1 0 : 2 1 : 2 1 : 3 1 : 4 2 : 4 2 : 5 3 : 5 3 : 6 | 01:52 — Ян Рутта (О. Палат, В. Хедман) 03:27 — Виктор Хедман (бол.) (Н. Кучеров, Э. Сирелли) 21:40 — Никита Кучеров (О. Палат, Э. Чернак) 23:33 — Тайлер Джонсон (М. Жозеф, Д. Савар) 55:19 — Тайлер Джонсон 56:48 — Блейк Коулман (п.в.) (Б. Гудроу) |                    | Судьи: Горд Дуайер Франсис Шаррон Линейные судьи: Скотт Черри Кил Марчисон |
| |                                                       | |                    | Судьи: Горд Дуайер Франсис Шаррон Линейные судьи: Скотт Черри Кил Марчисон |
| |                                                       | |                    | Судьи: Горд Дуайер Франсис Шаррон Линейные судьи: Скотт Черри Кил Марчисон |
| |                                                       | |                    | Судьи: Горд Дуайер Франсис Шаррон Линейные судьи: Скотт Черри Кил Марчисон |
| 2 мин | Штраф                                                 | 2 мин |                    | Судьи: Горд Дуайер Франсис Шаррон Линейные судьи: Скотт Черри Кил Марчисон |
| |                                                       | |                    |                                                                            |
| | 35                                                    | Броски | 30                 |                                                                            |

Отбыв 14-дневный карантин по протоколу COVID-19, исполняющий обязанности главного тренера «Канадиенс» Доминик Дюшарм перед матчем вернулся к руководству командой. «Тампа» быстро повела в счёте забив два гола на старте матча, но в середине первого периода «Монреаль» отыграл одну шайбу. Во втором периоде гости снова забросили две быстрые шайбы на что хозяева ответили одним голом. Третий период, как и предыдущие два, выиграла «Тампа» со счётом 2:1. В итоге «Лайтнинг» одержали победу в матче со счётом 6:3 и оказались в шаге от чемпионского титула.

### Матч № 4
| 5 июля 20:00 | Монреаль Канадиенс | 3 : 2 (ОТ) (1:0, 0:1, 1:1, 1:0) | Тампа-Бэй Лайтнинг | Белл-центр Зрителей: 3500 |

| Отчёт | Отчёт                         | Отчёт                                                                                      | Отчёт              | Отчёт                                                                           |
| --- | ----------------------------- | ------------------------------------------------------------------------------------------ | ------------------ | ------------------------------------------------------------------------------- |
| |                               |                                                                                            |                    |                                                                                 |
| | Кэри Прайс                    | Вратари                                                                                    | Андрей Василевский | Судьи: Эрик Фурлатт Келли Сазерленд Линейные судьи: Давид Брисбуа Джонни Мюррей |
| | Голы:                         |                                                                                            |                    | Судьи: Эрик Фурлатт Келли Сазерленд Линейные судьи: Давид Брисбуа Джонни Мюррей |
| Джош Андерсон — 15:39 (Н. Сузуки, К. Кофилд) Александр Романов — 48:48 (Дж. Эванс) Джош Андерсон — 63:57 (К. Кофилд) | 1 : 0 1 : 1 2 : 1 2 : 2 3 : 2 | 37:20 — Баркли Гудроу (Р. Макдона, Б. Коулман) 53:48 — Патрик Марун (М. Жозеф, Т. Джонсон) |                    | Судьи: Эрик Фурлатт Келли Сазерленд Линейные судьи: Давид Брисбуа Джонни Мюррей |
| |                               |                                                                                            |                    | Судьи: Эрик Фурлатт Келли Сазерленд Линейные судьи: Давид Брисбуа Джонни Мюррей |
| |                               |                                                                                            |                    | Судьи: Эрик Фурлатт Келли Сазерленд Линейные судьи: Давид Брисбуа Джонни Мюррей |
| |                               |                                                                                            |                    | Судьи: Эрик Фурлатт Келли Сазерленд Линейные судьи: Давид Брисбуа Джонни Мюррей |
| 20 мин | Штраф                         | 12 мин                                                                                     |                    | Судьи: Эрик Фурлатт Келли Сазерленд Линейные судьи: Давид Брисбуа Джонни Мюррей |
| |                               |                                                                                            |                    |                                                                                 |
| | 21                            | Броски                                                                                     | 34                 |                                                                                 |

В заявке «Монреаля» на четвёртый матч серии нападающий Джейк Эванс заменил Йеспери Котканиеми, а защитники Александр Романов и Бретт Кулак заменили Эрика Густафссона и Джона Меррилла соответственно. Старт матча прошёл с преимуществом гостей, однако счёт открыли «канадцы» в конце первого периода благодаря голу Джоша Андерсона. Во втором периоде «Тампа» сравняла счёт, а в третьем команды обменялись заброшенными шайбами и игра перешла в дополнительное время, где победу «Монреалю» принёс гол Джоша Андерсона.

### Матч № 5
| 7 июля 20:00 | Тампа-Бэй Лайтнинг | 1 : 0 (0:0, 1:0, 0:0) | Монреаль Канадиенс | Амали-арена Зрителей: 18 110 |

| Отчёт                                      | Отчёт              | Отчёт   | Отчёт      | Отчёт                                                                   |
| ------------------------------------------ | ------------------ | ------- | ---------- | ----------------------------------------------------------------------- |
|                                            |                    |         |            |                                                                         |
|                                            | Андрей Василевский | Вратари | Кэри Прайс | Судьи: Горд Дуайер Дэн О’Рурк Линейные судьи: Мишель Кормье Скотт Черри |
|                                            | Голы:              |         |            | Судьи: Горд Дуайер Дэн О’Рурк Линейные судьи: Мишель Кормье Скотт Черри |
| Росс Колтон — 33:27 (Д. Савар, Р. Макдона) | 1 : 0              |         |            | Судьи: Горд Дуайер Дэн О’Рурк Линейные судьи: Мишель Кормье Скотт Черри |
|                                            |                    |         |            | Судьи: Горд Дуайер Дэн О’Рурк Линейные судьи: Мишель Кормье Скотт Черри |
|                                            |                    |         |            | Судьи: Горд Дуайер Дэн О’Рурк Линейные судьи: Мишель Кормье Скотт Черри |
|                                            |                    |         |            | Судьи: Горд Дуайер Дэн О’Рурк Линейные судьи: Мишель Кормье Скотт Черри |
| 8 мин                                      | Штраф              | 8 мин   |            | Судьи: Горд Дуайер Дэн О’Рурк Линейные судьи: Мишель Кормье Скотт Черри |
|                                            |                    |         |            |                                                                         |
|                                            | 30                 | Броски  | 22         |                                                                         |

Единственную шайбу в матче забросил нападающий «Лайтнинг» Росс Колтон, замкнув передачу Давида Савара во втором периоде. «Тампа» выиграла встречу с минимальным счётом 1:0 и защитила титул. Самым ценным игроком плей-офф стал вратарь чемпионов Андрей Василевский.

## Чемпион
| Обладатель Кубка Стэнли 2021    |
| ------------------------------- |
| Тампа-Бэй Лайтнинг Третий титул |

## Составы команд

### «Тампа-Бэй Лайтнинг»
| №          | Игрок              | Страна                    | Хват    | Дата рождения    | Рост (см) | Вес (кг) | Участие в финале    |
| Вратари    | Вратари            | Вратари                   | Вратари | Вратари          | Вратари   | Вратари  | Вратари             |
| ---------- | ------------------ | ------------------------- | ------- | ---------------- | --------- | -------- | ------------------- |
| 35         | Кёртис Макелинни   | Канада                    | Левый   | 23 мая 1983      | 191       | 93       | второе (2020)       |
| 88         | Андрей Василевский | Россия                    | Левый   | 27 июля 1994     | 190       | 94       | третье (2015, 2020) |
| Защитники  |                    |                           |         |                  |           |          |                     |
| 27         | Райан Макдона — А  | Соединённые Штаты Америки | Левый   | 13 июня 1989     | 185       | 97       | третье (2014, 2020) |
| 44         | Ян Рутта           | Чехия                     | Правый  | 29 июля 1990     | 190       | 91       | второе (2020)       |
| 58         | Давид Савар        | Канада                    | Правый  | 22 октября 1990  | 188       | 103      | первое              |
| 77         | Виктор Хедман — А  | Швеция                    | Левый   | 18 декабря 1990  | 198       | 101      | третье (2015, 2020) |
| 81         | Эрик Чернак        | Словакия                  | Правый  | 28 мая 1997      | 193       | 102      | второе (2020)       |
| 98         | Михаил Сергачёв    | Россия                    | Левый   | 25 июня 1998     | 190       | 98       | второе (2020)       |
| Нападающие |                    |                           |         |                  |           |          |                     |
| 7          | Матьё Жозеф        | Канада                    | Левый   | 9 февраля 1997   | 185       | 78       | первое              |
| 9          | Тайлер Джонсон     | Соединённые Штаты Америки | Правый  | 29 июля 1990     | 173       | 83       | третье (2015, 2020) |
| 14         | Патрик Марун       | Соединённые Штаты Америки | Левый   | 23 апреля 1988   | 191       | 104      | третье (2019, 2020) |
| 17         | Алекс Киллорн — А  | Канада                    | Левый   | 14 сентября 1989 | 188       | 88       | третье (2015, 2020) |
| 18         | Ондржей Палат      | Чехия                     | Левый   | 28 марта 1991    | 183       | 86       | третье (2015, 2020) |
| 19         | Баркли Гудроу      | Канада                    | Левый   | 26 февраля 1993  | 188       | 98       | второе (2020)       |
| 20         | Блейк Коулман      | Соединённые Штаты Америки | Левый   | 28 ноября 1991   | 180       | 91       | второе (2020)       |
| 21         | Брэйден Пойнт      | Канада                    | Правый  | 13 марта 1996    | 180       | 75       | второе (2020)       |
| 37         | Янни Гурд          | Канада                    | Левый   | 15 декабря 1991  | 175       | 78       | второе (2020)       |
| 71         | Энтони Сирелли     | Канада                    | Левый   | 15 июля 1997     | 183       | 73       | второе (2020)       |
| 79         | Росс Колтон        | Соединённые Штаты Америки | Левый   | 11 сентября 1996 | 183       | 95       | первое              |
| 86         | Никита Кучеров     | Россия                    | Левый   | 17 июня 1993     | 181       | 81       | третье (2015, 2020) |
| 91         | Стивен Стэмкос — К | Канада                    | Правый  | 7 февраля 1990   | 185       | 88       | третье (2015, 2020) |

### «Монреаль Канадиенс»
| №          | Игрок                | Страна                    | Хват    | Дата рождения   | Рост (см) | Вес (кг) | Участие в финале    |
| Вратари    | Вратари              | Вратари                   | Вратари | Вратари         | Вратари   | Вратари  | Вратари             |
| ---------- | -------------------- | ------------------------- | ------- | --------------- | --------- | -------- | ------------------- |
| 31         | Кэри Прайс           | Канада                    | Левый   | 16 августа 1987 | 190       | 98       | первое              |
| 34         | Джейк Аллен          | Канада                    | Левый   | 7 августа 1990  | 188       | 92       | второе (2019)       |
| Защитники  |                      |                           |         |                 |           |          |                     |
| 6          | Ши Уэбер — К         | Канада                    | Правый  | 14 августа 1985 | 193       | 107      | первое              |
| 8          | Бен Шарот            | Канада                    | Левый   | 9 мая 1991      | 191       | 99       | первое              |
| 26         | Джефф Питри          | Соединённые Штаты Америки | Правый  | 9 декабря 1987  | 191       | 90       | первое              |
| 27         | Александр Романов    | Россия                    | Левый   | 6 января 2000   | 181       | 84       | первое              |
| 28         | Джон Меррилл         | Соединённые Штаты Америки | Левый   | 3 февраля 1992  | 191       | 93       | первое              |
| 32         | Эрик Густафссон      | Швеция                    | Левый   | 14 марта 1992   | 183       | 80       | первое              |
| 44         | Джоэль Эдмундсон     | Канада                    | Левый   | 28 июня 1993    | 193       | 100      | первое              |
| 77         | Бретт Кулак          | Канада                    | Левый   | 6 января 1994   | 188       | 86       | первое              |
| Нападающие |                      |                           |         |                 |           |          |                     |
| 11         | Брендан Галлахер — А | Канада                    | Правый  | 6 мая 1992      | 174       | 83       | первое              |
| 14         | Ник Сузуки           | Канада                    | Правый  | 10 августа 1999 | 180       | 83       | первое              |
| 15         | Йеспери Котканиеми   | Финляндия                 | Левый   | 6 июля 2000     | 188       | 85       | первое              |
| 17         | Джош Андерсон        | Канада                    | Правый  | 7 мая 1994      | 191       | 100      | первое              |
| 21         | Эрик Стаал           | Канада                    | Левый   | 29 октября 1984 | 193       | 93       | второе (2006)       |
| 22         | Коул Кофилд          | Соединённые Штаты Америки | Правый  | 2 января 2001   | 170       | 75       | первое              |
| 24         | Филлип Дано          | Канада                    | Левый   | 24 февраля 1993 | 185       | 88       | первое              |
| 40         | Йоэль Армиа          | Финляндия                 | Правый  | 31 мая 1993     | 192       | 93       | первое              |
| 41         | Пол Байрон — А       | Канада                    | Левый   | 27 апреля 1989  | 175       | 73       | первое              |
| 62         | Арттури Лехконен     | Финляндия                 | Левый   | 4 июля 1995     | 181       | 80       | первое              |
| 71         | Джейк Эванс          | Канада                    | Правый  | 2 июня 1996     | 183       | 84       | первое              |
| 73         | Тайлер Тоффоли       | Канада                    | Правый  | 24 апреля 1992  | 185       | 89       | второе (2014)       |
| 94         | Кори Перри           | Канада                    | Левый   | 16 мая 1985     | 190       | 95       | третье (2007, 2020) |

## Обладатели Кубка Стэнли 2021

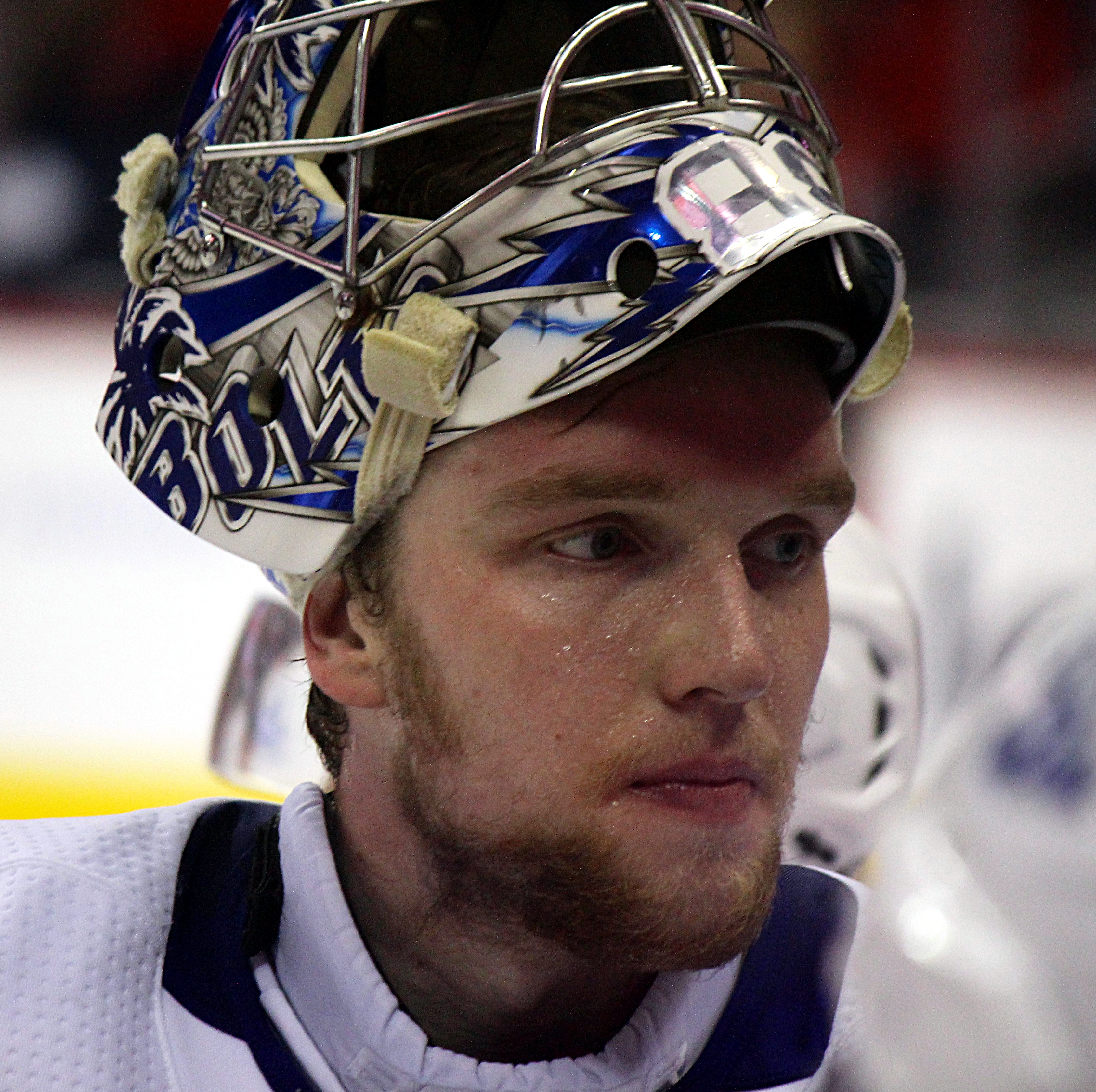
Вратарь «Тампы» Андрей Василевский стал обладателем «Конн Смайт Трофи»

Указаны игроки, тренеры и сотрудники фронт-офиса, чьи имена выгравированы на Кубке Стэнли
| Вратари: - 35 Кёртис Макелинни - 88 Андрей Василевский | Защитники: - 2 Люк Шенн - 27 Райан Макдона — А - 44 Ян Рутта - 52 Кэл Фут - 58 Давид Савар - 77 Виктор Хедман — А - 81 Эрик Чернак - 98 Михаил Сергачёв | Крайние нападающие: - 7 Матьё Жозеф - 14 Патрик Марун - 17 Алекс Киллорн - 18 Ондржей Палат - 37 Янни Гурд - 86 Никита Кучеров | Центральные нападающие: - 9 Тайлер Джонсон - 19 Баркли Гудроу - 20 Блейк Коулман - 21 Брэйден Пойнт - 71 Энтони Сирелли - 79 Росс Колтон - 91 Стивен Стэмкос — К | Главный тренер: - Джон Купер Ассистенты: - Джефф Халперн - Дерек Лалонд - Роб Зеттлер Тренер вратарей: - Франц Жан | Генеральный менеджер: - Жюльен Брисбуа Владелец: - Джефф Виник |

### Комментарии
1. ↑  Не участвовал в матче № 1
2. ↑  Является обладателем Кубка Стэнли 2020, в финальной серии на лёд не выходил
3. ↑  Не участвовал в матчах № 2, № 3, № 4, № 5
4. ↑  Не участвовал в матчах № 1, № 2, № 3
5. ↑  Не участвовал в матчах № 4, № 5
6. ↑  Не участвовал в матчах № 4, № 5
7. ↑  Не участвовал в матчах № 1, № 2, № 3
8. ↑  Не участвовал в матчах № 4, № 5
9. ↑  Не участвовал в матче № 1
10. ↑  Не участвовал в матчах № 2, № 3
11. ↑  Провёл 38 матчей в регулярном чемпионате
12. ↑  Провёл 35 матчей в регулярном чемпионате